# قائمة القضايا البيئية
هذه القائمة هي قائمة المواضيع البيئية الناتجة عن الممارسات البشرية. تتعلق هذه المقالات بتأثيرات الناتج الإنساني (بشري المنشأ) على البيئة الطبيعية (بيئة طبيعية).
- تغير المناخ — احترار عالمي • تعتيم عالميتعتيم عالمي • وقود أحفوري • ارتفاع منسوب البحار • غازات الدفيئة.
- الانحفاظ — انقراض الأنواع • انقراض الملقح (انخفاض الملقحات) • تبييض الشعب المرجانية (تبييض الشعب المرجانية) • حادثة انقراض الهولوسين انقراض الهولوسين • نوع مجتاح نوع مجتاح • صيد غير قانوني • معرض للخطر.
- السدود — الأثر البيئي للخزانات والسدود.
- طاقة — حفظ الطاقة • طاقة متجددة • استخدام فعال للطاقة • تجارة الطاقة المتجددة.
- هندسة وراثية — تلوث وراثي • جدل حول الأغذية المعدلة وراثيا جدل حول الأغذية المعدلة وراثيا.
- زراعة كثيفة زراعة مكثفة — رعي جائر • هندسة الري • زراعة أحادية (زراعة المحصول الواحد) • تأثيرات بيئية لإنتاج اللحوم أثر إنتاج اللحوم على البيئة.
- انحلال التربة — تلوث الأرض • تصحر

تربة — حفظ التربة • تعرية التربة • تلوث التربة • ملوحة التربة
- استخدام الأرض — امتداد العمران (تمدد عمراني)ا • تجزؤ الموطنا • تدمير البيئة
- تقانة نانوية — علم السموم النانوي (علم السموم النانوي) • تلوث نانوي تأثيرات تقنية النانو
- قضايا نووية — سلامة نووية سلامة نووية • تهاطل نووي تهاطل نوويا • انصهار نووي (انصهار نووي) • طاقة نووية • فضلات نشطة إشعاعيا
- انفجار سكاني — Burial
- نضوب الأوزون — كلوروفلوروكربون
- تلوث — تلوث ضوئي • تلوث ضوضائي • تلوث بصري

تلوث مائي — مطر حمضي • تأجين (إغناء الماء) • تلوث البحار • إلقاء النفايات في المحيط • انسكاب النفط • تلوث حراري • جريان المياه السطحية الحضرية Urban runoff • أزمة المياه • تحميض المحيط تحمض المحيطات • تلوث المحيطات بالسفن تلويث السفن • تلوث حراري • مخلفات سائلة.
تلوث الهواء — ضباب دخاني • أوزون تروبوسفيري Tropospheric ozone • نوعية الهواء الداخلي • مركب عضوي متطاير • مادة هبانية جسيمات معلقة • أوكسيد الكبريت أكسيد الكبريت (توضيح).
- نضوب المصدر استنزاف الموارد — استغلال المصادر .

نزعة استهلاكية — رأسمالية المستهلك رأسمالية استهلاكية • تقادم فني مخطط Planned obsolescenceا • فرط الاستهلاك الاستهلاك المفرط
صيد السمك — تأثيرات بيئية لصيد السمك أثر صيد الأسماك على البيئة • صيد السمك بالتفجير • صيد السمك في الأعماق • صيد السمك بالسيانيد • شبكة تائهة • صيد غير قانوني، غير مبلغ عنه، غير منظم • إفراط الصيد إفراط في صيد الأسماكا • استعمال زعانف القرش • صيد الحيتان
قطع الأشجار قطع الأشجار — قطع كامل للأشجار • إزالة الغابات • قطع الأشجار المحظور قطع الأشجار المحظور
تعدين — صرف حمضي للمناجم صرف حمض المناجم • إزالة قمم الجبال لأغراض التعدين إزالة قمة جبلية لأغراض تعدينية • تجميع طيني.
- ذيفان — كلوروفلوروكربون • ددت ( ثنائي كلوروثنائي فينيل ثلاثي كلوروإيثان) ثنائي كلورو ثنائي فينيل ثلاثي كلورو الإيثانا • Endocrine disruptorا • مركبات الديوكسينا • المعادن الثقيلة • مبيد عشبي • مبيد آفات • فضلات سامة مخلفات سامةا • ثنائي الفينيل متعدد الكلورا • تراكم حيوي • تضخيم حيوي تضخم حيوي
- مخلفات — مخلفات إلكترونية مخلفات إلكترونية • فضلات مختلطة • تلوث البحار • مكب نفايات دفن النفايات • مادة مرشحة رشاحة • إعادة التدوير • ترميد النفايات ترميد النفايات.

## وصلات خارجية
- 7 مشاكل بيئية كارثية أكثر مما نعتقد|EarthFirst.com